# Clarion, Iowa
Clarion är administrativ huvudort i Wright County i Iowa. Orten har fått sitt namn efter Clarion, Pennsylvania. Vid 2020 års folkräkning hade Clarion 2 810 invånare.

## Kända personer från Clarion
- Clifford Joy Rogers, politiker